# Anthicus thienemanni
Anthicus thienemanni là một loài bọ cánh cứng trong họ Anthicidae. Loài này được Heberdey miêu tả khoa học năm 1931.